# 土地改革运动

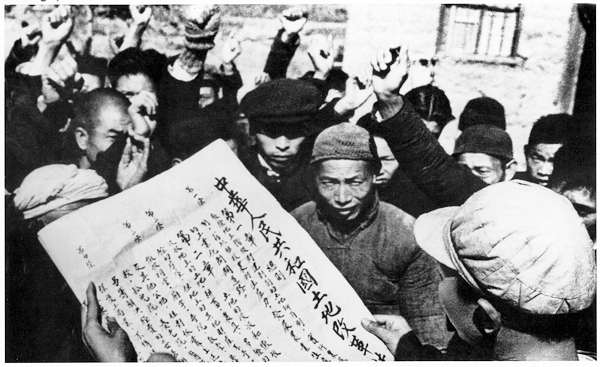
土改工作人员向农民宣传《土地改革法》（1950年）

土地改革运动，是中华人民共和国建立初期由毛泽东等中国共产党高层主导，在中国大陆进行的土地改革，也是中国共产党于第二次國共內戰期间在“解放区”内所实行的土地改革的延续。截止1953年，除新疆、西藏、青海、川邊等少数民族地区，中国大陆大部分地区的土地改革基本完成，3亿多无地或少地的农民无偿分得约7亿亩土地及生产资料，并每年免除地租3000万吨粮食。从1953年开始，中国共产党开始在中国大陆推行土地集体所有制，包括實施農產品統購統銷政策、農業合作化運動以及“人民公社”运动等，收回了农民对土地的所有权、使用权和经营权。至改革开放初期，1980年家庭联产承包责任制实施后，农民重获土地的使用权、经营权。
土地改革运动的开展，从政治和经济上改变了兩千多年来“皇权不下县”的局面，国家政权的动员力从此深入村镇基层。1950年6月颁布的《中华人民共和国土地改革法》表示，土改的目的和任务是“借以解放农村生产力，发展农业生产，为中华人民共和国工业化开辟道路”。与此同时，土地改革运动导致了大量人口遭处决或自杀，有学者指出毛泽东曾估计200万-300万人死亡、周恩来估计为83万，其他人士估计的死亡人数多在100万-500万之间。中國自秦、漢以來作為地方统治阶级的地主和乡绅階層在土地改革运动中消亡，使得共产主义意识形态得以进入农村基层。 

## 土改进程

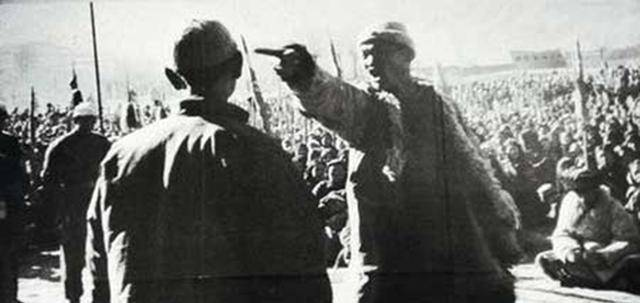
在中共控制的区域，农民正在对地主进行批斗（1946年）

1947年7月至9月，中国共产党在河北省平山县西柏坡村召开全国土地会议，总结了“五四”以来土地改革的经验，制定和通过了彻底实行土地改革的《中国土地法大纲》，并于10月10日经中共中央批准正式公布。其中规定：“废除封建半封建剥削的土地制度，实行耕者有其田的土地制度”；“乡村农会接收地主的牲畜、农具、房屋、粮食及其它财产，并征收富农上述财产的多余部分”；“乡村中一切地主的土地及公地，由乡村农会接收，连同乡村中其它一切土地，按乡村全部人口，不分男女老幼，统一平均分配”。
1947年12月，毛泽东发表《目前形势和我们的任务》，1948年1月，任弼时发表《土地改革中的几个问题》，纠正土改运动中的“左”的偏向。1948年4月1日，毛泽东在晋绥干部会议上讲话，提出土地改革的总路线是：依靠贫农，团结中农，有步骤地、有分别地消灭封建剥削制度，发展农业生产。到1948年夏，冀中区和北岳区除边沿村外，在能进行土改的150066个行政村（1068万人口）的区域中，已有90%以上的地区达到了土地大体平分；譬如，原热河有80%的地区农民共分得土地240万亩。到1949年2月，解放区2.7亿人口中，有1.5亿人口的地区完成了土改，有1亿农民分到到大约3.75亿亩的土地，同时还分到了从地主手中没收的粮食、住房、衣物、农具、牲畜等财产。
中华人民共和国成立后，截止1950年6月，据刘少奇报告，全国“已完成或基本上完成了土地改革的地区约有农业人口一亿四千五百万（总人口约一亿六千万），尚有约二亿六千四百万农业人口的地区（总人口约三亿一千万）没有进行土地改革”。

## 土改方式

### 激烈推进土改

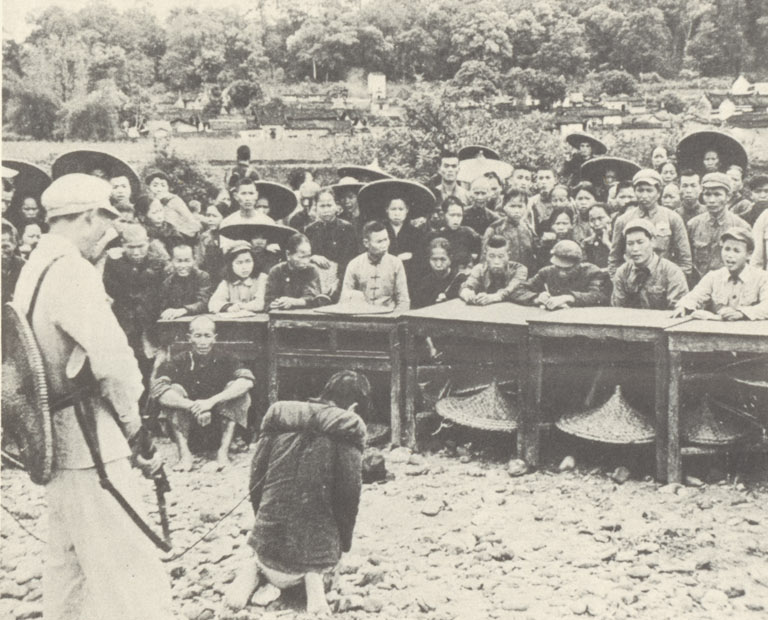
1952年7月，广东省佛冈县土改期间成立的“人民法庭”对“地主”进行审判。

1950年4月18日，毛泽东在关于春耕、土改和干部整训工作的意见中还对华东局、中南局、西北局等做出了及时将土地改革规划上报中央的要求。毛泽东称这场土地斗争将会极其激烈，“除了地主以外，还会有帝国主义、台湾和西藏的反动残余、国民党残余、帝国主义的反动势力等起来反抗”。毛泽东认为总的方针就是“肃清国民党残余、特务、土匪，推翻地主阶级，解放台湾、西藏，跟帝国主义斗争到底”。
为了进一步避免在大规模的土地改革运动中出现打击面过广的倾向，毛泽东主张“可以采用孤立地主、不动富农、保护中农、稳定民族资产阶级的措施来保障土地改革的稳妥推进”；“由征收富农多余土地财产的政策改变为保存富农经济的政策”，到1952年，全国大约有三亿无地和少地的农民无偿地获得了七亿亩土地和其他生产资料，免除了每年向地主交纳的大约700亿斤粮食的地租，改变了“占农村人口不到10%的地主和富农，占有全部耕地的70%”的土地制度。

### 反对和平土改
在1950年6月召开的第一届全国政协第二次会议上，与会代表讨论《土地改革法》。许多民主人士主张“只要政府颁布法令，分配土地，不要发动群众斗争。” 中国共产党中央委员会主席毛泽东则坚决反对把土地恩赐给农民的和平土改，他主张组织农民与地主阶级进行面对面的斗争夺回土地。胡乔木在《中国共产党的七十年》一书的序言中说：“党反对不发动群众，用行政命令方法把土地‘恩赐’给农民的‘和平土改’。”1956年9月，中共中央书记处书记刘少奇在中國共產黨第八次全國代表大會上做政治报告时解释说：“我们党没有采取单纯依靠行政命令、‘恩赐’农民土地的办法去进行土地改革。……用彻底发动农民群众的群众路线的方法，充分地启发农民特别是贫农的阶级觉悟，经过农民自己的斗争，完成了这一任务。……由于我们采取了这样的方法，广大的农民就站立起来，组织起来，紧紧地跟了共产党和人民政府走，牢固地掌握了乡村的政权和武装。因此，土地改革不但在经济上消灭了地主阶级和大大地削弱了富农，也在政治上彻底地打倒了地主阶级和孤立了富农。”

### 划分农村阶级成份
土改运动的一项重要内容是在农村中划分出身成分，将农村人口划分为雇农、贫农、中农、富农和地主。贫农、雇农是土改依靠的对象，中农是团结的对象，中立富农，地主被定为剥削阶级，是土改打击的对象。 中华人民共和国成立之初，占农户总数不到7%的地主、富农，占有总耕地的50%以上，而占全国农户57%以上的贫农、雇农，仅占有耕地总数的14%，处于无地少地状态。地主人均占有耕地为贫雇农的二三十倍，农村存在着大量无地和少地的农民。尽管中华民国政权在大陆已被击败，但中共认为就地主阶级而言，“不甘心失去其原来在农村的统治地位和经济利益”。被劃分為地主、富農的人及其家庭成員成为為了共产党领导下的中國的賤民階層，在以後運動中不斷受到迫害，人身安全也沒有保障。另一方面，对地主带有苦大仇深感情，对土改运动积极的贫农和下中农阶层的农民当时称为“思想进步者”，也就是民间俗称的“土改根子”。“土改根子”带领其他农民通过“诉苦、挖根”运动提高他们的阶级觉悟，使其他农民与地主、富农实现阶级对立。土改根子在土改运动中经常为“斗地主”运动推波助澜，为土地由高度集中的地主阶级到无地少地的农民的再分配，以及巩固新建立的农村地方政权做出贡献。

## 暴力行为

### 农民

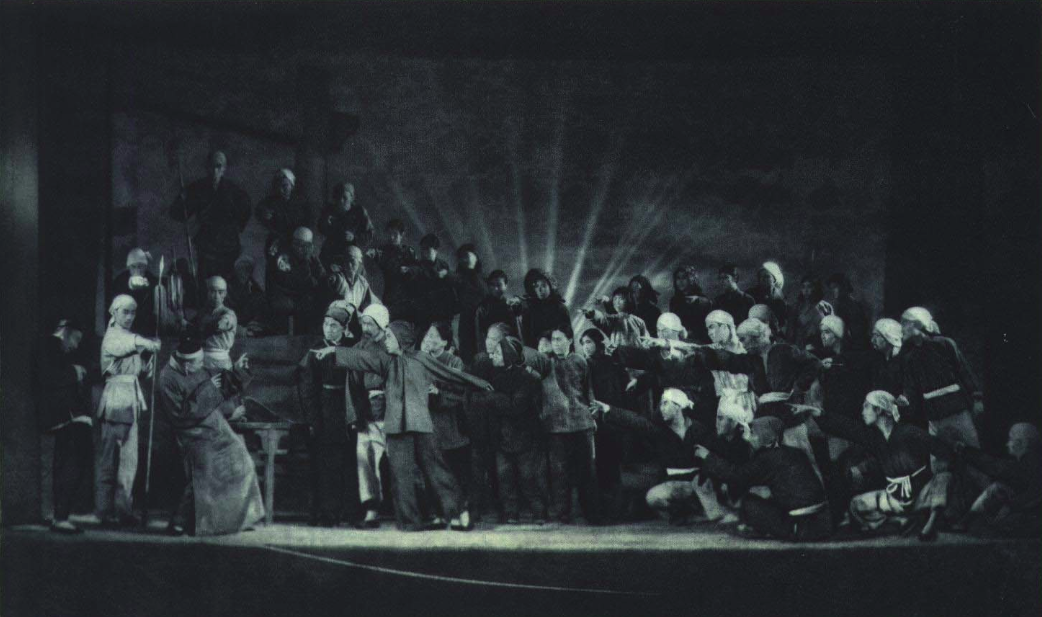
戏剧《白毛女》中对“四大恶霸地主”之一的黄世仁的批斗会（1950年）

各种调查显示，当年土改工作队的干部普遍存在鼓励农民打人的情况，土改队干部亲自上阵打人的情况也并不少见，造成土改時期有大量的人民死亡。苏南2742个乡之中，有200多个鄉发生了乱鬥乱打；据当时中共苏南区农村工作委员会的原始记录，一共有218个人被打、被吊、被迫下跪或者被剥光衣服。前新华社社长穆青1950年6月2日在《内部参考》中报导说，河南土改运动中一个多月即发生逼死人命案件40余起。兰封县瓜营区在20天裡逼死七个人。
当时的中共中央中南局华南分局书记叶剑英和副书记方方在领导土改运动时采取了比较温和的政策和做法，结果广东土改受到党主席毛泽东的批评。1951年11月，毛泽东批评广东土改进展太慢，像“乌龟”。毛泽东将陶铸和赵紫阳调到广东主管土改工作，并且调集大批干部南下广东参加土改工作。1952年2月，毛泽东在中共中央书记处会议上当面批评方方犯了“土改右倾”的错误，他说道：“广东土改迷失方向。我要打快板，方方打慢板。”
至廣東新上任的陶铸则提出广东“要大张旗鼓，雷厉风行，要数目字”，广东土改的形势随后发生重大变化，滥杀情况严重，每个乡要定出杀地主的指标计划。前广东省副省长杨立在《带刺的红玫瑰——古大存沉冤录》一书中透露，1953年春季广东省西部地区的土改中有1156人自杀。当时广东省流行的口号是：“村村流血，户户斗争。” 在广东省，省委书记处书记古大存在东江地区调查以后报告说，乱打乱吊发展得很普遍，自杀现象很严重，追挖底财显得混乱。干部有宁左勿右思想：“打死地主100、死不了一个雇贫农，就不要紧。” 牛荫冠晚年回憶晋绥土改：“曾经看到一位乡长被捆在树上，被人用树皮刮出骨头，惨死在路边。”
土改中，对被划分为地主的人和其亲属进行惨无人道的折磨，导致大量的人死亡。其中對女性更充滿性暴力，強姦、輪姦、性虐待的事情時有所聞。 

## 死亡人數

### 官方人士
中华人民共和国建国初期，镇压反革命运动、土地改革運動、抗美援朝戰爭三者同時進行，彼此協調，被中国官方称为“三大运动”。
- 毛泽东在1948年《新解放区土地改革要点》中，提到“总的打击面，一般不能超过户数百分之八，人口百分之十”[43]。对于土地改革运动导致的死亡人数，有学者指出毛澤東曾估計2-3百萬人死亡（1949-1956年间）[9][10]。

- 有学者指出，周恩來曾估計83萬人在土地改革运动中死亡（1949-1956年间）[9][10]。而据美国记者埃德加·斯诺记录，周恩来曾对他说，“截止1954年，有83万人民的敌人被消灭”[11][44]。也有学者认为，毛泽东、周恩来所述的数据包含了部分镇压反革命运动中的死亡人数[11][12]。

### 研究人员
1950年到1953年間，中國共產黨在土地改革和镇反运动中處決了大批人士，铲除了反对者，巩固了新生的政权。对于土地改革運動所导致的非正常死亡人数，不同学者和人士的估计多在100万-500万之间，部分估计数据如下。
- 德国汉学家Jürgen Domes认为，“即使是保守人士估计，土地改革的受害者不低于500万人”[16]。
- 中国历史学家高王凌及其学生刘洋认为，“据估计，土改过程中约有300至500万人丧生，他们大多数是中小规模的地主，大多数是被活活打死的”[13][51]。
- 历史学家宋永毅认为，计算得出“在三年的暴力土改中，中国所谓的地主阶级的非正常死亡（被杀和自杀）人数大约高达470万人。它应当是中共建政后所有政治运动中非正常死亡人数最高的一次。”并认为，这一数字和不少长期研究中共土改的学者的估计雷同，包括高王凌和刘洋的估计（见上），“土改研究学者、《乡村社会的毁灭》一书的作者谢幼田也认为，‘杀人数目至少是五百余万人。’”[14]
- 美国汉学家Lee Feigon认为，截止1952年，土地改革运动中有200万-500万的地主被杀害[52]。
- 学者丁抒认为，“中共基于其阶级斗争理论而无视中国乡村无固化阶级的现实，挂出‘土地改革’的招牌，实施‘阶级划分’，任意将数千万农村人口定为打击对象，并对被其划为‘地主阶级’者施以财产没收、肉体消灭，造成至少二、三百万人非正常死亡。这是‘中共建政后的第一场浩劫’。”[53][54]
- 美国汉学家費正清、英国汉学家马若德主编的《剑桥中国史（第14卷：中华人民共和国）》中提到，土地运动导致了对地主的大规模处决，可能有100万-200万地主因此死亡[15]。

## 运动影响

### 官方数据
1950年6月，毛泽东在中共七届三中全会报告中表示土地改革促进了农业生产力的迅速恢复与发展。以粮食、棉花、油料等主要农产品产量逐年增加。1951年比1950年分别增长8.7%、48.8%、22.4%，1952年又比1951年分别增长14.1%、26.5%、12.5%， 到1952年年底，组织起来的农户占全国总农户的40%左右，是1950年占比的3倍。农业总产值从1949年的325.9亿元增长到1953年的499.1亿元、增长了53.1%，粮食产量从1949年的2162亿斤增长到1953年的3138亿斤、增长了31.1%，棉花产量也从1949年的889万担增长到1953年的2349万担、增长了62.2%，土地改革客观上对生产力增加、恢复和发展农业生产的推动作用，以农产品为原料的工业生产的持续恢复和发展。

### 社会结构
歷史學家黃仁宇認為：“透過土地改革，毛澤東和共產黨賦予中國一個全新的下層結構。從此税可以徵收，國家資源比較容易管理，國家行政的中間階層比較容易和被管理者溝通，不像以前從滿清宮廷派來的大官。在這方面，革命讓中國產生某種新力量和新個性，這是蔣介石政府無法做到的。下層結構還在原型階段，顯然未來需要修正。在此同時，這個驚天動地事件所激起的狂熱——人類有史以來規模最大的財產重分配和集體化——似乎一直持續，直到文化大革命為止。”:277-278
土改剥夺了农村乡绅阶层的土地和一切财产，剥夺了100万-500万人的生命，从而彻底消灭了农村的精英阶层，改变了中国农村的社会结构和传统文化。土改把上千万人划分为地主和富农，成为政治上的贱民，在以后发生的政治运动中，生命安全得不到任何保障。

### 土地所有制
| 阶级分类 | 户数 (万户) | 户数比例 (%) | 人口 (万人) | 人口比例 (%) | 耕地 (万亩) | 耕地比例 (%) | 户均耕地 (亩) | 人均耕地 (亩) |
| -------- | ----------- | ------------ | ----------- | ------------ | ----------- | ------------ | ------------- | ------------- |
| 贫雇农   | 6062        | 57.44        | 24123       | 52.37        | 21503       | 14.28        | 3.55          | 0.89          |
| 中农     | 3081        | 29.20        | 15260       | 33.13        | 46577       | 30.94        | 15.12         | 3.05          |
| 富农     | 325         | 3.08         | 2144        | 4.66         | 20566       | 13.66        | 63.24         | 9.59          |
| 地主     | 400         | 3.79         | 2188        | 4.75         | 57588       | 38.26        | 144.11        | 26.32         |
| 其它     | 686         | 6.49         | 2344        | 5.09         | 4300        | 2.86         | 6.27          | 1.83          |
| 合计     | 10554       | 100.00       | 46059       | 100.00       | 150534      | 100.00       | 14.26         | 3.27          |

| 阶级分类 | 户数 (%) | 人口 (%) | 耕地 (%) | 户均耕地 (亩) | 大牲畜 (头/百户) |
| -------- | -------- | -------- | -------- | ------------- | ---------------- |
| 贫雇农   | 54.5     | 52.2     | 47.1     | 12.5          | 46.73            |
| 中农     | 39.3     | 39.9     | 44.3     | 19.0          | 90.93            |
| 富农     | 3.1      | 5.3      | 6.4      | 25.1          | 114.86           |
| 地主     | 2.4      | 2.6      | 2.2      | 12.2          | 23.19            |
| 其它     | 0.7      | --       | --       | --            | --               |
| 合计     | 100.00   | 100.00   | 100.00   | 15.3          | 64.01            |

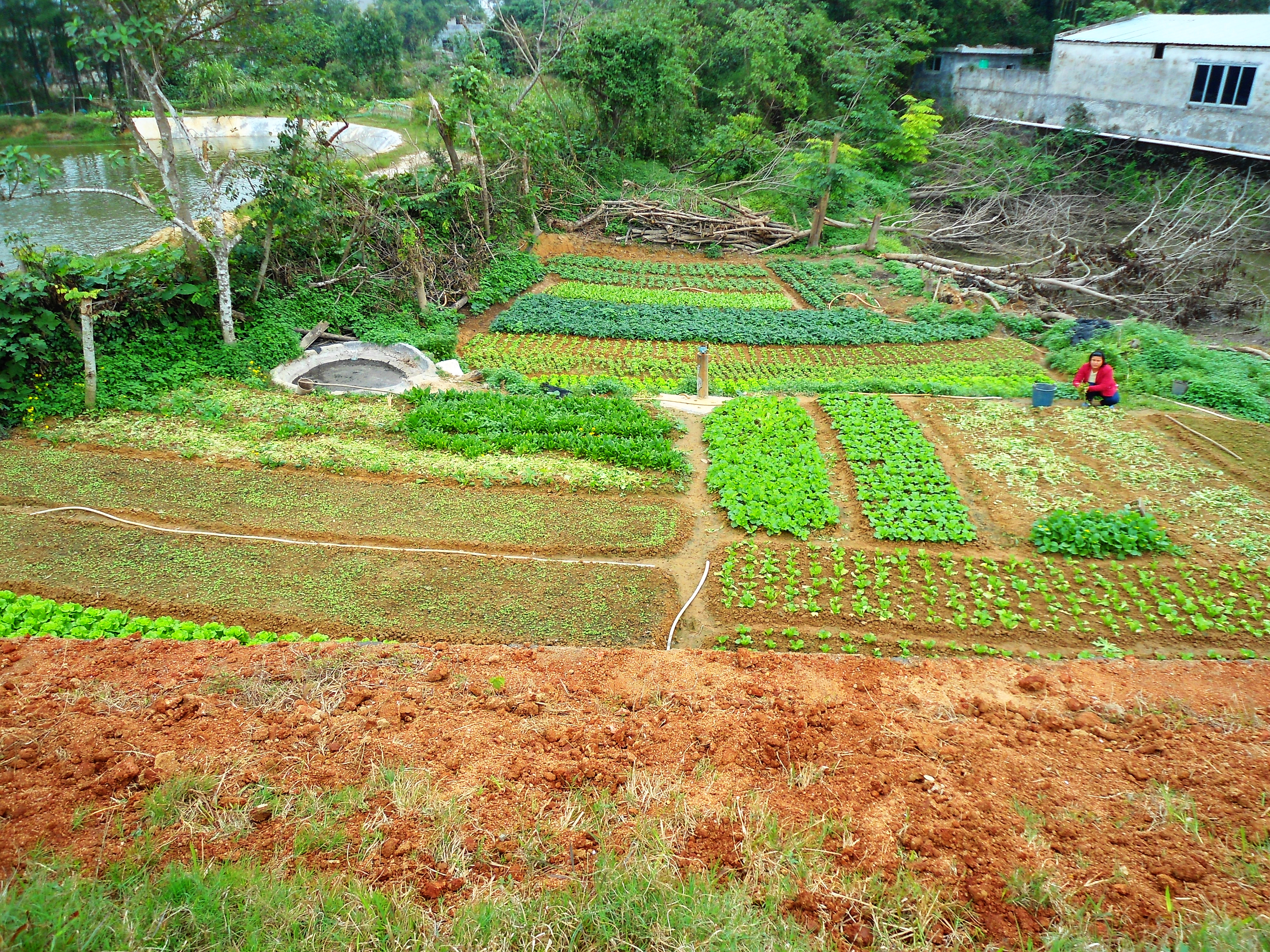
土改後的家戶田延續至今

毛泽东早在1949年3月中共七届二中全会的报告中就明确地说：“占国民经济总产值90%的分散的个体的农业经济和手工业经济，是可能和必须谨慎地、逐步地而又积极地引导它们向着现代化和集体化的方向发展的，任其自流的观点是错误的。” 毛泽东早已计划进行农业合作化，将土地收归政府控制，而且实际上农业合作化运动在土改运动结束之前就开始了。在土改运动尚未结束的1951年9月9日，中共中央就召开了第一次农业互助合作会议。1953年2月15日，中共中央做出《关于农业生产互助合作的决议》。此后农业合作化在中国展开，大量农民把土地所有权通过参与互助组、合作社交给了“集体”。 当今农村的土地仍然属于“集体”，农民不拥有土地所有权，只拥有土地的使用权。

## 历史评价

### 正面评价
中国大陆的历史教科书等对土地改革运动有如下的评价：
1. 土地改革的完成，彻底摧毁了中国存在的两千多年的封建土地制度，地主阶级也被消灭。[e]
2. 农民得到了土地，成为土地的主人。[f]
3. 解放了农村的生产力，极大地提高了农民的生产积极性，为农业生产的发展和国家财政经济状况的根本好转创造了条件。
4. 进一步巩固了工农联盟和人民民主专政。
5. 农业生产的发展为工业生产的发展提供了充分的原料和广阔的市场，为国家工业化开辟了道路。
6. 为国家的工业化建设准备了条件。土地改革的完成，农民翻了身，得到了土地，成为土地的主人。这使人民政权更加巩固，也大大解放了农村生产力，农业生产获得迅速恢复和发展。

中国国家博物馆陈列工作部研究馆员黄黎认为，“对于中国共产党领导的土地改革运动，有一些人认为是‘历史错误’。他们妄图给地主阶级翻案，指责土地改革是掠夺财产、破坏农村生产力等等。”他认为，“今天，之所以有人极力给地主阶级翻案，指责土地改革，其实在很大程度上都渊源于土改运动中的‘左’倾错误。对于这些错误，我们并不否认。在近代中国，除了实行土地改革，并没有更好的办法来迅速解决农民的贫困和饥饿问题。无论如何‘美化’地主阶级，都不能从根本上改变近代中国农村需要进行土地重新分配的趋势。更何况，在土地改革过程中，各级党组织和人民政府一经发现错误，就会立即采取措施，及时予以纠正。”

### 负面评价
- 东南大学法学教授劉練軍[66]認為，土改中以人民法庭鎮壓，是法律政治化，違背了法治[30][67]。
- 学者颜昌海认为，“先分后收，土地从地主手上夺过来，分给农民，给农民制造感恩的感觉；然后再把它收回来。收回来用了一个非常崇高的但是空洞的理想主义的召唤，所谓建立公有制、建立人类大同的共产主义的理想，其实就是官有制，党有制，最后走向权贵资本主义。农民因此受了双重的欺骗：第一次是被分地；第二次是被收地；最后一无所有。”[5]
- 原重庆师范大学副教授谭松在长期研究后，认为“长期以来，执政当局运用强大的国家力量，彻底妖魔化了地主，也打造了一个不真实的“土改丰碑”。大量的文学家、艺术家们根据当局的旨意，编造了大量的谎言。”他指出，土地改革“摧毁了中国农村的精英阶层和乡村的文化艺术，让不少痞子型的人登上舞台；它破坏了中国乡村的和谐，使残暴和血腥在中国乡村大行其道；它改变了农村贫富价值观——以穷为荣，以富为恶；它把不劳而获、抢劫瓜分别人财物的土匪行为当作反剥削、反压迫的革命行动。这种作法，既败坏了人心和道德，又为社会的乱象埋下了隐患，等等。这些恶果影响至今。”[6]
- 作家陈沅森认为，土地改革“人为地制造仇恨，摧毁了中华民族的优良道德传统，在人民中留下了深深的伤痕；破坏了农村的生产力；使农村基层领导彻底恶质化。”“1953年‘土改’结束，在政治、经济和军事上，全面达到了发动土改运动的预期目的，滋长了毛泽东的骄傲自满情绪，增强了毛泽东的绝对权威地位，为随后脑袋发热搞大跃进、人民公社埋下了祸根。”[19]
- 历史学家秦晖在北京大学的讲座中提到，“为什么要搞得那么血腥？农民也许不会为了几亩地“抛头颅洒热血”，但如果共产党的胜利他们可以得到好处，共产党的失败他们就会有生命危险，那当然他们就会容易被高度地动员起来。因此，一定要搞流血土改。流血土改搞到什么地步呢？一个4075人的村子，斗争中打死了25人，其中只有两个人是地主，四个人是富农，其中有10个叫做恶霸中农，有9个叫恶霸贫农，全村被斗争的户达到332户，被斗争1201人，斗争中的积极分子862人，其中真积极分子271人。在打死5条人命后，这些半积极、假积极的人都交了投名状，最后不得不变得真积极起来了。要让大家抛头颅洒热血一个很重要的条件就是让你没有退路，有了投名状就不怕发动不起来了。”[68][69]

## 相关阅读
- 宋永毅（主编）：《重审毛泽东的土地改革：中共建政初期的政治运动70周年的历史回顾》（上、下）。香港：田园书屋，2020年。
- 王英：《無奈的表演: 土地改革中的知識份子》（页面存档备份，存于）。《二十一世纪》双月刊，香港中文大学，2014年10月号，总第145期。
- 高王凌：《土地改革──“改天换地”的社会变动》（页面存档备份，存于）。《土地制度研究》（第一辑），北京：知识产权出版社，2012年。
- 杨奎松：《重温土改：抗战胜利后中共土改运动之考察》（页面存档备份，存于）。爱思想。
- 宋道雷：《土改中訴苦運動的政治技術》（页面存档备份，存于）。《二十一世纪》双月刊，香港中文大学，2010年4月号，总第118期。
- 陈思和：《六十年文學話土改》（页面存档备份，存于）。《现代中文文学学报》第9卷第2期，香港岭南大学，2009年7月1日。
- 杨奎松：《关于战后中共和平土改的尝试与可能问题》（页面存档备份，存于）。 《南京大学学报》，2007年第5期。
- 杨奎松：《中共土改政策變動的歷史考察(1946-1948)一一有關中共土改史的一個爭論問題》（页面存档备份，存于）。《東方學報》，京都大学，京都第81冊 (2007) : 258-191頁
- 李里峰：《土改中的诉苦：一种民众动员技术的微观分析》（页面存档备份，存于）。 《南京大学学报》，2007年，44(5)。
- 罗平汉：《土地改革运动史》。福建人民出版社，2005年。
- 张鸣：《动员结构与运动模式──华北地区土地改革运动的政治运作（1946-1949）》（页面存档备份，存于）。《二十一世纪》网络版，香港中文大学，2003年6月号，总第15期。
- 韩丁：美國馬克思主義作家韩丁將他1948年在山西省潞城縣張莊村（今長治市郊區東廠鎮）親歷半年土改的經驗寫成： . University of California Press. 1966年  [2014-09-28]. ISBN 978-0-520-21040-0. （原始内容存档于2015-03-21） （英语）. 該書中譯本為韩丁. . 邱应觉 譯. 北京出版社. 1980  [2014-09-28]. （原始内容存档于2015-03-21）.

- 本文全部或部分内容来自美国联邦政府所属的美国之音网站。根据版权条款（英文）和有关美国政府作品版权的相关法律，其官方发布的内容属于公有领域。